# Princesse Ōta
La princesse Ōta (大田皇女, Ōta no himemiko) (644? - 668?) est membre de la famille impériale japonaise durant la période Asuka. Elle est la fille ainée de l'empereur Tenji, la sœur ainée de la princesse Jitō ainsi que la mère de la princesse Ōku et du prince Ōtsu. Sa mère est dame Ochi dont le père est Soga no Kurayamada no Ishikawamaro.
De constitution fragile, elle meurt vers 668 quand la princesse Ōku est âgée de sept ans et le prince Ōtsu de cinq. Son corps est enterré le 27e jour du 2e mois de cette année-là, avec l'impératrice Kōgyoku et la tante d'Ohta, l'impératrice douairière Hashibito.

## Source de la traduction
- (en) Cet article est partiellement ou en totalité issu de l’article de Wikipédia en anglais intitulé « Princess Ōta » (voir la liste des auteurs).